# Jan Bakelants
Jan Bakelants (* 14. Februar 1986 in Oudenaarde) ist ein ehemaliger belgischer Radrennfahrer.

## Werdegang
Bakelants gewann 2008 die Gesamtwertung des Circuit des Ardennes, Lüttich–Bastogne–Lüttich Espoirs, welches die U23-Austragung des Klassikers Lüttich–Bastogne–Lüttich ist, und die Gesamtwertung des U23-Nationencup-Rennens Tour de l’Avenir. Nachdem er zum Ende der Saison 2008 bereits als Stagiaire für das Professional Continental Team Topsport Vlaanderen fuhr, erhielt er darauf für das Jahr 2009 dort einen regulären Vertrag.
Nach einem Zwischenspiel beim UCI ProTeam Omega Pharma-Lotto wechselte Bakelants zur Sison 2012 zur Mannschaft RadioShack, für die er mit dem Sieg auf der zweiten Etappe der Tour de France 2013 seinen bis dahin größten Karriereerfolg feierte, als er als später Ausreißer mit einem Vorsprung von einer Sekunde vor dem Hauptfeld das Ziel in Ajaccio erreichte. Damit übernahm er das Gelbe Trikot, das er zwei Tage lang trug. Im selben Jahr gewann er das Eintagesrennen Grand Prix de Wallonie.
Im Jahr 2014 gewann Bakelants als Mitglied des Teams Omega Pharma-Quick Step eine Etappe beim Critérium du Dauphiné und wechselte am Ende der Saison zu Ag2r La Mondiale. Er gewann im Jahr die Halbklassiker Giro del Piemonte und Giro dell’Emilia und 2016 eine Etappe der Mittelmeer-Rundfahrt.
Vor der Tour de France 2017 antwortete Bakelants auf eine Interviewfrage, wie er die kommenden drei Wochen ohne Geschlechtsverkehr durchhalte, dass es ja noch die "Podiumsgirls" gebe. Die Direktion der Tour de France forderte von ihm hierauf eine Entschuldigung, die Bakelants über Twitter abgab.
Während der Lombardei-Rundfahrt 2017 stürzte Bakelants, anschließend fuhr ein Begleitmotorrad über ein Bein. Er erlitt unter anderem einen Wirbelbruch.
Nach Unstimmigkeiten mit seinem letzten Team, Intermarché-Wanty-Gobert Matériaux, erhielt er von diesem keinen neuen Vertrag über 2022 hinaus und erklärte im Dezember 2022 sein Rücktritt.

## Erfolge
2008

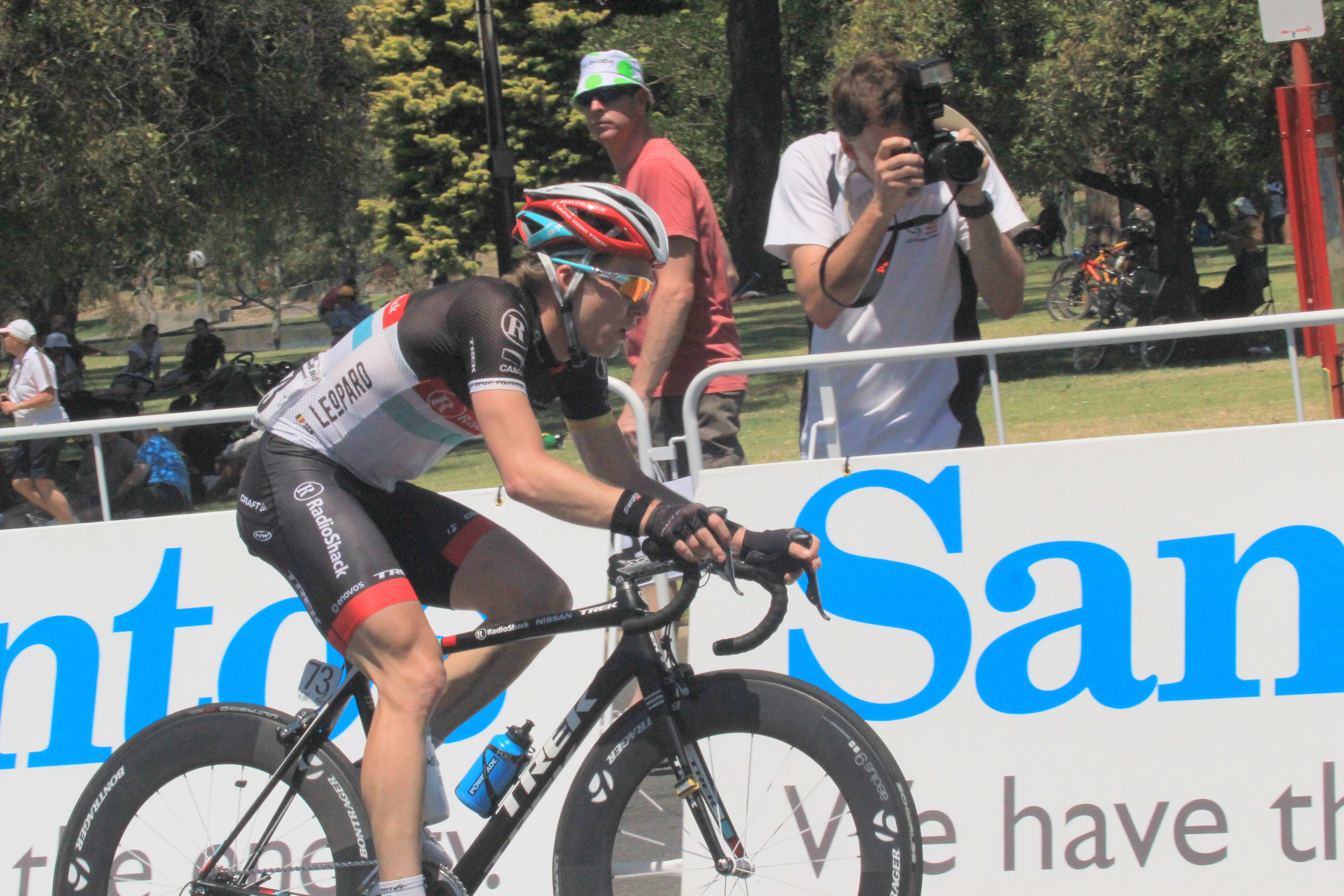
Bakelants bei der Tour Down Under 2012

- Gesamtwertung Circuit des Ardennes
- Lüttich–Bastogne–Lüttich Espoirs
- Gesamtwertung und eine Etappe Tour de l’Avenir
- Flèche Ardennaise

2013
- eine Etappe Tour de France
- Grand Prix de Wallonie

2014
- eine Etappe Critérium du Dauphiné

2015
- Giro del Piemonte
- Giro dell’Emilia

2016
- eine Etappe und Punktewertung Mittelmeer-Rundfahrt

2022
- eine Etappe Tour de Wallonie

## Grand-Tour-Platzierungen
| Grand Tour            | 2010 | 2011 | 2012 | 2013 | 2014 | 2015 | 2016 | 2017 | 2018 | 2019 | 2020 | 2021 | 2022 |
| --------------------- | ---- | ---- | ---- | ---- | ---- | ---- | ---- | ---- | ---- | ---- | ---- | ---- | ---- |
| Giro d’ItaliaGiro     | 36   | 23   | 34   | –    | –    | –    | –    | –    | –    | 43   | –    | –    | –    |
| Tour de FranceTour    | –    | –    | –    | 18   | 24   | 20   | 50   | 22   | –    | –    | –    | 48   | –    |
| Vuelta a EspañaVuelta | 19   | 31   | 22   | –    | –    | –    | 17   | –    | –    | –    | –    | –    | 29   |